# ハチ科
ハチ科（学名:Apistidae）は、カサゴ目に所属する魚類の分類群の一つ。インド洋と西太平洋に分布する。

## 分類・名称
1859年にアメリカの魚類学者であるセオドア・ジルによって初めて分類群として認識された。『Fishes of the world（第5版）』ではフサカサゴ科の亜科とされている。目の下の棘から、オニオコゼ科に含まれる事もある。英語ではワスプ・スコーピオンフィッシュ（Wasp scorpionfish）とも呼ばれる。

## 下位分類
本科は3属3種から成る。
- Apistops Ogilby, 1911 パプアニューギニア、アラフラ海、オーストラリアの一種のみ。
  - Apistops caloundra (De Vis, 1886)
- ハチ属 Apistus Cuvier, 1829 ハチ一種のみ。
  - ハチ Apistus carinatus (Bloch & J. G. Schneider, 1801)
- Cheroscorpaena Mees, 1964 パプア湾の一種のみ。
  - Cheroscorpaena tridactyla Mees, 1964

## 形態
本科魚類は小型で、C. tridactylaで全長15センチメートル (5.9 in) 、日本にも生息するハチApistus carinatusでは全長20センチメートル (7.9 in)になる。 胸鰭に1あるいは3本の遊離軟条をもち、鰾は二葉に分かれる。

## 分布と生息地
紅海と東アフリカから東は西太平洋、北は日本、南はオーストラリアまで、インド洋と太平洋に分布する。大陸棚、砂地サンゴ礁に生息する底魚。